# Indonesisches Lorbeerblatt
Das Indonesische Lorbeerblatt (Syzygium polyanthum), auch Salamblatt genannt, ist eine Pflanzenart innerhalb der Familie der Myrtengewächse (Myrtaceae). Sie ist in Südostasien beheimatet und wird als Heil- und Gewürzpflanze verwendet.

## Beschreibung

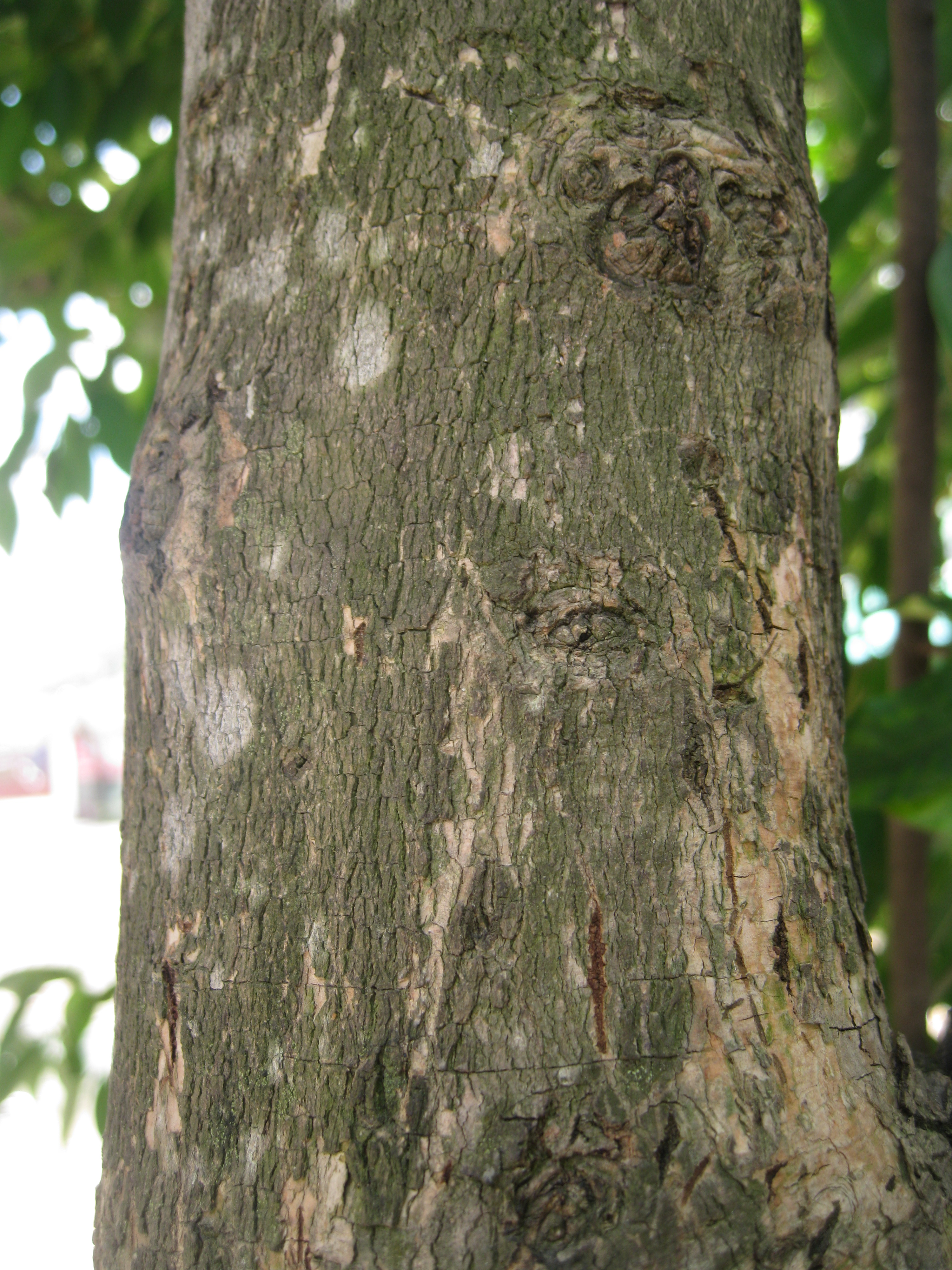
Borke

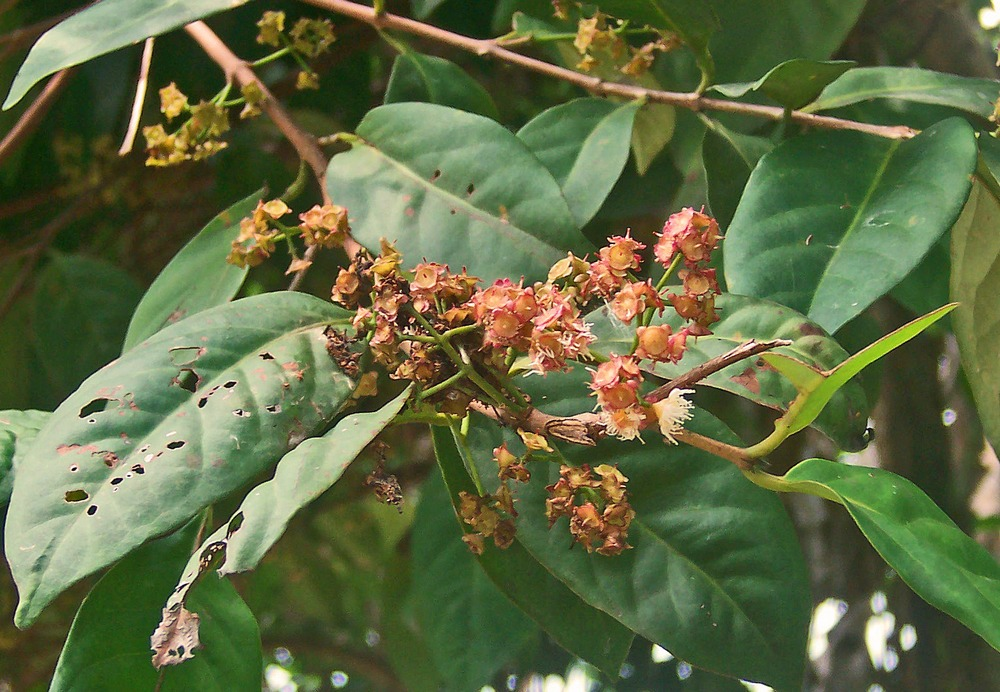
Blütenstand und Laubblätter

### Erscheinungsbild und Blatt
Syzygium polyanthum wächst als immergrüner, mittelgroßer Baum, der Wuchshöhen von bis zu 30 Meter und Stammdurchmesser von bis zu 60 Zentimeter erreicht. Die Baumkrone ist dicht. Die rissige und schuppige Borke ist grau. 
Die gegenständig an den Zweigen angeordneten Laubblätter sind in Blattstiel und -spreite gegliedert. Der Blattstiel ist bis zu 12 Millimeter lang. Die einfache, kahle. leicht ledrige und ganzrandige, spitze bis zugespitzte Blattspreite ist bei einer Länge von 5 bis 16 Zentimeter sowie einer Breite von 2,5 bis 7 Zentimeter eiförmig bis verkehrt-eiförmig oder elliptisch. Es sind auf der Blattunterseite deutlich erkennbare sechs bis elf Paare Seitennerven und ein deutlicher Intramarginalnerv (verläuft entlang des Spreitenrandes) vorhanden. Die Blattspreite ist drüsig punktiert.

### Blütenstand, Blüte und Frucht
Meist unterhalb, manchmal in den Blattachseln stehen die kurzen 2 bis 8 cm langen, rispigen Blütenstände, die viele Blüten enthalten.
Die sitzenden, kleinen, zwittrigen, duftenden Blüten sind radiärsymmetrisch und vierzählig mit doppelter Blütenhülle. Die vier etwa 4 Millimeter langen Kelchblätter sind becherförmig mit vier kleinen, breiten und haltbaren Kelchzähnen. Die vier freien, weißen Kronblätter sind 2,5 bis 3,5 Millimeter lang. Die vielen weißen Staubblätter stehen in vier Gruppen zusammen und sind etwa 3 Millimeter lang. Der Fruchtknoten ist unterständig im kleinen Blütenbecher mit kurzem Griffel. Der orange-gelbe Diskus ist viereckig.
Die bei Reife dunkelroten bis purpur-schwarzen Beeren mit beständigem Kelch an der Spitze sind bei einem Durchmesser von bis zu 12 Millimeter etwa kugelig und enthalten nur einen Samen.

## Ökologie
Syzygium polyanthum blüht schon im Alter von etwa drei Jahren. Blüten und Früchte können das ganze Jahr über vorhanden sein. Die Blüten sind vier bis sieben Tage haltbar. Die Bestäubung erfolgt meist durch Käfer und Schmetterlinge (Entomophilie).

## Vorkommen
Das südostasiatische Verbreitungsgebiet von Syzygium polyanthum erstreckt sich von Indochina bis Malesien. Natürliche Fundorte gibt es in Myanmar, Thailand, Brunei, Malaysia, Indonesien (Java, Kalimantan, Sumatra).
Syzygium polyanthum ist weitverbreitet und stellenweise häufig. Es kommt hauptsächlich im tropischen Tiefland bis in Höhenlagen in Java bis zu 1000 Meter, in Sabah bis zu 1200 Meter sowie in Thailand bis zu 1300 Meter vor. Es gedeiht als Unterholz als primärer und sekundärer Wälder, aber auch im Dickicht, Bambus-Wäldern und Teakholz-Plantagen.
In einigen tropischen Gebieten ist Syzygium polyanthum eine invasive Pflanze.

## Taxonomie
Die Erstbeschreibung erfolgte 1831 unter dem Namen (Basionym) Eugenia polyantha durch Robert Wight in Prodromus florae peninsulae Indiae orientalis, Volume 2, S. 17. Die Neukombination zu Syzygium polyanthum erfolgte 1843 durch Wilhelm Gerhard Walpers in Repertorium Botanices Systematicae, 2, S. 180.
Weitere Synonyme für Syzygium polyanthum (Wight) Walp. sind: Myrtus cymosa Blume nom. illeg., Syzygium cymosum Korth. nom. illeg., Eugenia microbotrya Miq., Eugenia pamatensis Miq., Syzygium micranthum Blume ex Miq., Eugenia junghuhniana Miq., Eugenia lucidula Miq., Eugenia nitida Duthie nom. illeg., Eugenia atropunctata C.B.Rob. nom. illeg., Eugenia lambii Elmer, Eugenia holmanii Elmer, Eugenia resinosa Gagnep., Syzygium microbotryum (Miq.) Masam., Syzygium pamatense (Miq.) Masam., Eugenia polyantha var. sessilis M.R.Hend., Syzygium polyanthum var. sessile (M.R.Hend.) I.M.Turner.

## Verwendung
Die aromatischen Blätter (Salam genannt) werden frisch oder getrocknet (sie verfärben sich beim Trocknen braun) in den südostasiatischen Küche, fast nur in Malaysia und Indonesien, als Gewürz zu Fleisch, Fisch, Reis und Gemüse verwendet. Es ist vergleichbar mit Lorbeerblättern in der europäischen Küche. Die Blätter werden schon früh beim Garen hinzugefügt und verbleiben während der gesamten Garzeit im Gericht, da sich der Geschmack nur langsam entwickelt. Sie haben einen schwachen, leicht aromatisch-herben Geschmack, der sich besonders beim Anbraten in heißem Öl richtig entwickeln soll. Die reifen Früchte sind essbar, aber leicht adstringierend.
In der Volksmedizin werden Extrakte aus Blättern und Borke gegen Diarrhoea verwendet. Zerstoßene Blätter, Borke und Wurzeln werden oberflächlich gegen Stiche verwendet.
Die Rinde enthält Tannine und dient zum Gerben und Färben, besonders von Fischernetzen und Bambusmatten, diese werden dadurch braun-rot oder später durch ein Schlammbad schwarz.
Das Holz von Syzygium polyanthum besitzt, wie auch das von anderen Arten, den Handelsnamen „Kelat“. Es ist mittelschwer und einigermaßen hart sowie moderat beständig. Es wird zum Hausbau und zur Möbelherstellung genutzt.